# Teatrul „Alexei Mateevici” din Chișinău

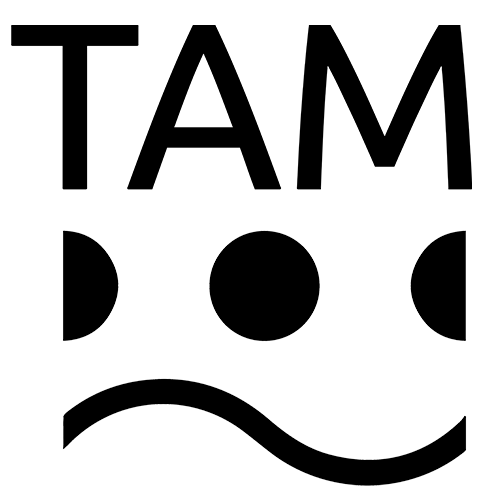
TAM - semnifică prescurtarea denumirii, primele litere din fiecare cuvânt. Punctele semnifică CARPE DIEM! (lat.) bucură-te de ziua de azi! Semnificația identității: „Bucură-te de ziua de azi și încrede-te prea puțin în cea de mâine”). Îndemn de a trăi intens clipa prezentă, singura certă. Linia curbă semnifică specii dramatice - Tragedia, Comedia (zâmbet și tristețe)

Teatrul „Alexei Mateevici”  este o instituție publică din Republica Moldova care are drept misiunea și promovarea artei teatrale lirice, dramatice și a educației non-formale pentru toate categoriile de public. A fost fondat în 1979 de către actorul Andrei Vartic, activând în cadrul Filarmonicii de Stat din Moldova. 

## DESPRE TEATRU
- Teatrul  “Alexei Mateevici”,  este o instituție publică, fondată de Ministerul Educației, Culturii și Cercetării din Republica Moldova, care are drept misiunea și promovarea  artei teatrale lirice, dramatice și a educației non-formale pentru toate categoriile de public.  În  1979,   au loc primele reprezentații teatrale, în cadrul  Filarmonicii de Stat din Moldova, colectivul  fiind ghidat  de către actorul Andrei Vartic.   De-a lungul anilor, trupa teatrului a fost formată din actori, precum: Nina Hasnaș, Rodica Alici, Eliza Bodean, Gheorghe Târțău, Vasile Cașu, Nicolae Jelescu, Margareta Nazarchevici, Ludmila Botnaru, Boris Bechet, Alexandru Grecu,  Lina Mândru, Ion Popescu,  Vitalie Rusu.  Din 1989,  devine Teatrul de Stat  ”Alexei Mateevici”, atestat cu sediul pe strada Alexei Șciusev 93, unde se află și până în prezent. Printre spectacolele montate în acea perioadă au fost: ”Oameni, păsări și animale”, ”Pânze la orizont”, ”Halta viscolelor”, ”Soacra cu două nurori”, ”Oamenii de paie”, ”Revine marea Sarmațiană”, ”Avatarii faraonului Tla”.  Funcția de secretar literar a fost deținută de nume mari din  cultura națională, precum: academicianul Mihai Cimpoi, jurnaliștii  Alexandru Buhanțov  și  Rodica Mahu, cineastul și poetul Anatol Codru.

## DIRECȚIA TAM
În 2003,  director al Teatrului “Alexei Mateevici”, este numit Eugen Cârciumaru, iar director artistic devine actorul Nicolae Jelescu. Teatrul a colaborat cu următorii regizori: Emil Gaju, Maria Doni, Nicolae Jelescu, Anatol Codru, Vitalie Rusu, Vlad Ciobanu, Constantin Cheianu, Margareta Nazarchevici.  
Printre spectacolele montate au fost: ”Andrei Mureșanu”, ”Atâtea stele cad”, ”Balade vesele și triste”, ”În container”, ”Venețianca”, ”Jack și vrejul de fasole”, ”Vecernie Regală”.
În 2018, director al  teatrului devine Elena Frunze-Hatman, sub conducerea căreia sunt inițiate un șir de schimbări. Astfel, Teatrul ”Alexei Mateevici” deschide o nouă  scenă alternativă, ”Alt’ Scena” , care propune: vizionări, spectacole lectură, spectacole underground. Totodată, în repertoriul teatrului apar noi spectacole: ”Jurnalul Annei Frank”, regizor  Nelly Cozaru; ”Treapta a Noua”, regizor Emil Gaju; ”Stop the tempo!”, regizor  Olesea  Sveclă; “Iluzii”, regizor  Sorin Militaru; “Martiri”, regizor  Luminița Țâcu.
În ultimii ani, trupa teatrului s-a completat cu actorii tineri: Marcela Nistor, Mihaela Chiu, Valentina Ostap, Nina Lefter, Eugeniu Prisăcaru, Victor Untilă, Cătălina Budu, Giasti Sirah (Jastina Sajin), Ion Liulica.
Până în anul 2021,  TAM a fost unicul teatru poetic din spațiul românesc, cu menționarea acestui gen în denumirea sa. La inițiativa Consiliului Administrativ al teatrului,  revine la denumirea legală, prezentă în acte, de Teatrul ”Alexei Mateevici”, care  se află în continuă dezvoltare și ascensiune, având în repertoriu nu doar  spectacole de poezie, dar și piese dramatice, clasice, contemporane. Teatrul este deschis pentru colaborări, parteneriate artistice și evenimente culturale, care  contribuie la favorizarea climatului teatral din Republica Moldova.

## SEDIU
Sediul TAM  este  un monument  de  arhitectură de însemnătate locală, introdus în Registrul monumentelor de istorie și cultură a municipiului Chișinău, alcătuit de Academia de Științe.
În 1893, Zisko Aronovici a cumpărat de la licitația publică proprietatea privată care aparținuse  nobililor  Egor, Dimitru și Ivan Serbinos, care se afla în prima parte a Chișinăului, pe strada, nr. 73 (număr vechi), alcătuit dintr-o casă din cărămidă pe fundament din piatră, acoperit cu șindrilă, vechi și perimat. La începutul secolului al XX-lea această proprietate imobiliară a fost cumpărată de către cetățeanul de onoare prin ereditare a orașului Chișinău, Gheorghe  Pronin, care demolează vechile construcții și construiește din piatră o casă într-un etaj, ridicată pe un demisol, și o atenansă nouă. Casa a fost arendată de Organizația Basarabeană a Judecătorilor de pace.
Este o construcție,  rezultată din comasarea a două case de locuit, care în 1940,  una aparținea lui D. Donica-Iordăchescu și a doua,  lui Blindștein, Finchelștein și Orel.
Este o casă construită într-un nivel, ridicată pe un demisol înalt, cu fațada principală aliniată liniei roșii a străzii. Fiecare imobil și-a păstrat soluția arhitecturală, spațiul dintre imobilele comasate fiind completat cu zidărie și dominat de un fronton triunghiular. Detaliile au fost simplificate, păstrându-se cordonul dintre soclu și perete, friza netedă, intrarea înaltă. Interioarele au fost modificate pentru funcții polivalente, utilizate de Teatrul „Alexei Mateevici”.

## IDENTITATE VIZUALĂ
Logotipul Teatrului „”Alexei Mateevici” reprezintă o prescurtare a numelui binecunoscut de-a lungul timpului. Noua versiune a fost ajustată pentru a fi mai ușoară și mai lizibilă. Cromatic, folosim doar culorile din paleta selectată.
Punctele semnifică CARPE DIEM! (lat.) bucură-te de ziua de azi! Semnificația identității: „Bucură- te de ziua de azi și încrede-te prea puțin în cea de mâine”). Îndemn de a trăi intens clipa prezentă, singura certă. Linia curbă semnifică specii dramatice – Tragedia, Comedia (zâmbet și tristețe, punctele în ansmablu semnifică ochișori)

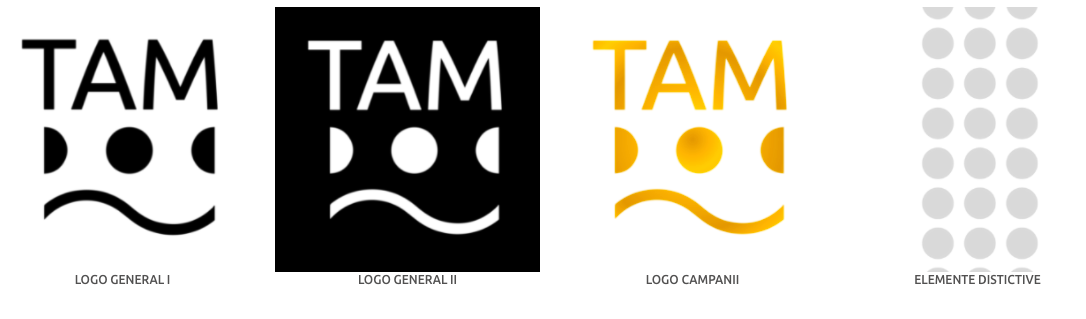

## Repertoriul Teatrului „Alexei Mateevici” 1979-2013
1979 – Lupii
- Regia: A. Vartic;
- Actori: N. Hasnaș, R. Alici, E. Bodean, Gh. Târțău.

1981 – Oameni, păsări și animale
- Actori: N. Hasnaș, N. Jelescu, A. Vartic, L. Mândru.

1986 – Halta viscolelor
- Regia: A. Vartic;
- Actori: I. Popescu, B. Bechet, A. Grecu, L. Mândru, L. Botnaru, N. Jelescu, V. Coșu, M. Nazarchevici.

2000 – Avatarii Faraonului Tla
- Regia: A. Vartic;
- Actori: A. Vartic, A. Porumbin, N. Jelescu, N. Cozaru, E. Bodean.

2004 – Piatra de citire
- Regia: A. Codru;
- Actrița M. Nazarchevici.

2005 – Vreme închisă
- Regia: E. Gaju
- Actori: N. Jelescu, M. Nazarchevici, L. Botnaru.

2006 – Balade vesele și triste
- Regia: M. Nazarchevici;
- Actori: N. Jelescu, M. Nazarchevici, L. Botnaru.

2007 – În container
- Regia: C. Cheianu;
- Actori: E. Matcovschi, N. Jelescu, O. Grudco, O. Crasnov, M. Nazarchevici, B. Bechet.

2009 – Venețianca
- Regia: Vlad Ciobanu;
- Actori: D. Gribinco, L. Ciobanu, L. Mândru, L. Novicov, L. Botnaru, Gh. Pietraru.

2013 – Jack și Vrejul de fasole
- Regia: M. Nazarchevici;

2013 – Emoții de toamnă
- Regia: N. Jelescu;
- Actori: N. Jelescu, M. Nazarchevici, L. Botnaru.